# Берель
Берель (каз. Берель) — село в Катон-Карагайском районе Восточно-Казахстанской области Казахстана. Входит в состав Жамбылского сельского округа. Находится примерно в 154 км к востоку от районного центра, села Улкен Нарын. Код КАТО — 635435200.

## География
Расположено в устье реки Белая Берель при впадении её в Бухтарму. Через село проходит автомобильная трасса Улькен Нарын — санаторий Рахмановские Ключи.

## Население
В 1999 году население села составляло 863 человека (443 мужчины и 420 женщин). По данным переписи 2009 года, в селе проживали 562 человека (286 мужчин и 276 женщин).

## Достопримечательности
Вблизи села находится уникальный археологический памятник Берельские курганы. Здесь на высоте 1200 м над уровнем моря, в долине Бухтармы, получившей в научных кругах название «Царской долины», обнаружен курган с захоронением сакского князя, датируемый IV веком до н. э. Работы по дальнейшему изучению долины продолжаются археологами по сей день.